# ماشاءالله

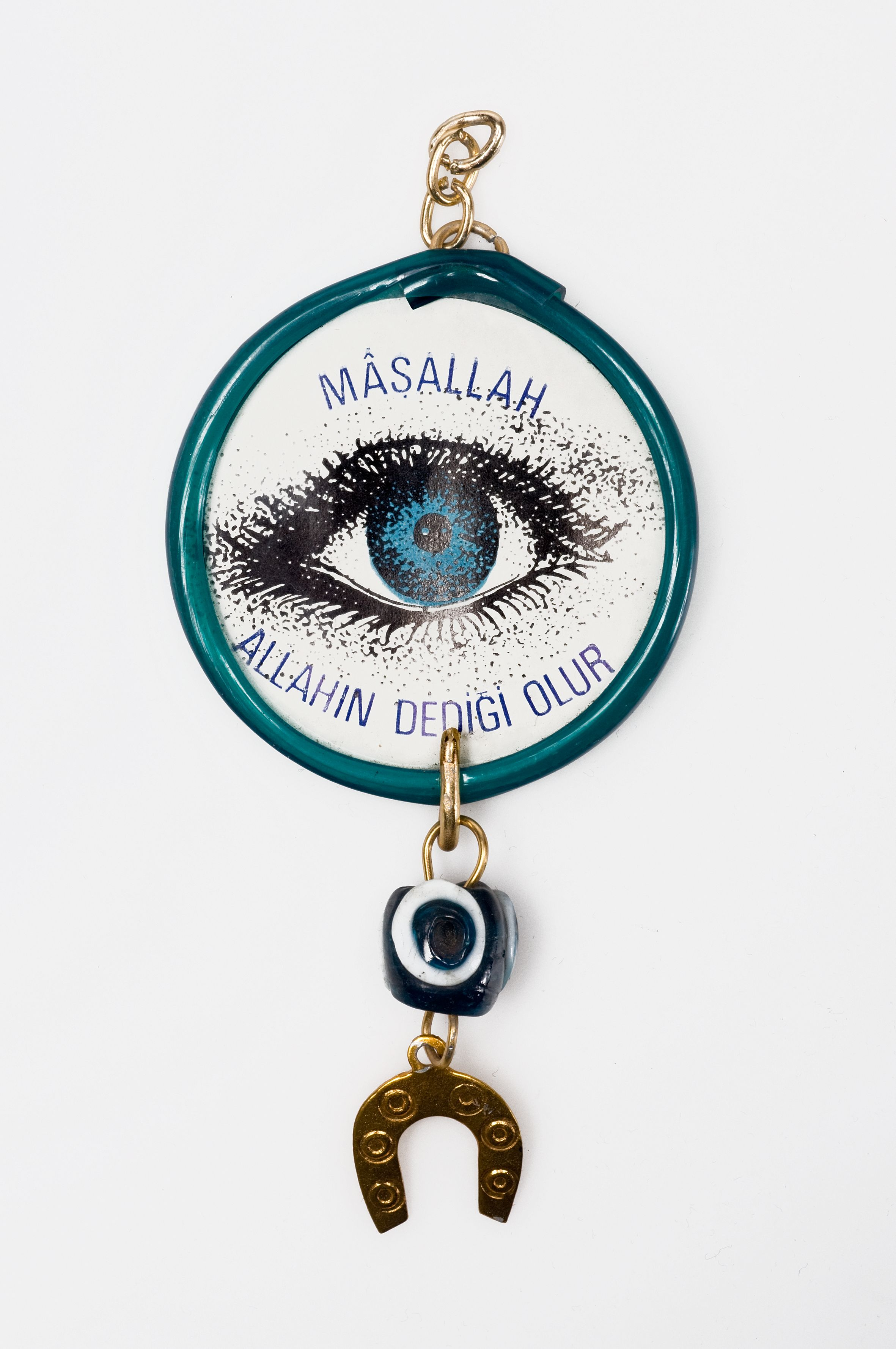
یک اثر هنری از ماشالله مالک جوسفین پول

ماشاءالله (به عربی: مَا شَاءَ ٱللَّٰهُ) یک عبارت اسلامی و از اصطلاحات رایج در فرهنگ اسلامی و عموماً در میان مردم کشورهای اسلامی است به معنی‌ "آنچه خدا خواست، اتفاق افتاد". گوینده با این عبارت بیان می‌کند که آنچه انجام شده یا به دست آمده، با کمک خداوند صورت گرفت است. این عبارت برای ابراز قدردانی یا خوشحالی‌ نسبت به یک واقعه یا یک شخص در زمان ذکر آن موضوع به کار می‌رود. این عبارت همچنین در جوامع اسلامی کاربرد "دفع خطر" دارد و اینکه گوینده با بیان آن، چیزی یا کسی‌ را که مشخصه مطلوبی دارد، از شر بدی‌ها به خداوند می‌سپارد.

## قرآن
(وَلَوْلَا إِذْ دَخَلْتَ جَنَّتَكَ قُلْتَ مَا شَاءَ اللَّهُ لَا قُوَّةَ إِلَّا بِاللَّهِ إِنْ تَرَنِ أَنَا أَقَلَّ مِنْكَ مَالًا وَوَلَدًا)-  سوره الكهف 39

تو چرا هنگامي كه وارد باغت شدي نگفتي اين نعمتي است كه خدا خواسته؟ قوت (و نيروئي) جز از ناحيه خدا نيست، اما اگر مي بيني من از نظر مال و فرزند از تو كمترم (مطلب مهمي نيست)

## منبع
- مشارکت کنندگان ویکی‌پدیای انگلیسی در مقاله Mashallah